# Juan Cruz Cortazzo
Juan Cruz Cortazzo (La Plata, 18 de octubre de  2005) es un futbolista argentino, defensor del Club de Gimnasia y Esgrima La Plata.

## Trayectoria
Juan Cortazzo se formó deportivamente en las categorías inferiores del Club de Gimnasia y Esgrima La Plata, y debutó con el primer equipo el 23 de julio de 2024 en la derrota por 1-0 en la Primera División contra San Lorenzo de Almagro. 
En septiembre de 2024 firma su primer contrato como jugador profesional. 

## Clubes
| Club                        | País      | Año          |
| --------------------------- | --------- | ------------ |
| Gimnasia y Esgrima La Plata | Argentina | 2024-Actual. |

## Estadísticas
Actualizado hasta su último partido disputado el 26 de agosto de 2024.
| Gimnasia y Esgrima La Plata Argentina | 1°            | 2024          | 4 | 0 | 0 | 1 | 0 | 0 | — | — | — | 5 | 0 | 0 |
| Gimnasia y Esgrima La Plata Argentina | 1°            | 2025          | - | - | - | - | - | - | - | - | - | 0 | 0 | 0 |
| Gimnasia y Esgrima La Plata Argentina | Total club    | Total club    | 4 | 0 | 0 | 1 | 0 | 0 | 0 | 0 | 0 | 5 | 0 | 0 |
| Total carrera | Total carrera | Total carrera | 4 | 0 | 0 | 1 | 0 | 0 | 0 | 0 | 0 | 5 | 0 | 0 |
| (1) La copa nacional se refiere a la Copa Argentina y Copa de la Liga Profesional. (2) La copa internacional se refiere a la Copa Sudamericana y Copa Libertadores. |               |               |   |   |   |   |   |   |   |   |   |   |   |   |

## Redes sociales
- Instagram

- Datos: Q128877736